# Saint-Menoux
Saint-Menoux är en kommun i departementet Allier i regionen Auvergne-Rhône-Alpes i de centrala delarna av Frankrike. Kommunen ligger  i kantonen Souvigny som ligger i arrondissementet Moulins. År 2022 hade Saint-Menoux 1 135 invånare.

## Befolkningsutveckling
Antalet invånare i kommunen Saint-Menoux
Referens: INSEE